# Contrat rose
Dans le monde de l'Internet, un contrat rose est un contrat entre un polluposteur et un fournisseur d'accès à Internet. Le contrat exclut le polluposteur des conditions habituelles du fournisseur de service, qui interdisent le pollupostage. En retour, le polluposteur paie beaucoup plus cher pour sa connexion Internet. AT & T a eu des ennuis pour de tels contrats.
Le contrat est appelé contrat rose parce que le rose est la couleur du SPAM (marque américaine de jambon en boite, de SPiced hAM),.
Aujourd'hui, un fournisseur d'accès à Internet aux États-Unis aura de graves ennuis s'il signe des contrats roses. Cependant la majorité des contrats roses sont aujourd'hui signés par des fournisseurs de services qui opèrent dans des pays où les autorités ne sévissent pas contre ce genre de délit.

## Source
- (en) Cet article est partiellement ou en totalité issu de l’article de Wikipédia en anglais intitulé « Pink contract » (voir la liste des auteurs).